# Oxyopes oryzae
Oxyopes oryzae är en spindelart som beskrevs av Mushtaq och Qadar 1999. Oxyopes oryzae ingår i släktet Oxyopes och familjen lospindlar.
Artens utbredningsområde är Pakistan. Inga underarter finns listade i Catalogue of Life.